# Salaparuta
Salaparuta ist eine italienische Gemeinde im Freien Gemeindekonsortium Trapani in der Autonomen Region Sizilien mit 1552 Einwohnern (Stand 31. Dezember 2023).

## Lage und Daten
Salaparuta liegt 83 km südöstlich von Trapani auf einer Höhe von 171 m und auf einer Fläche von 41 km². Die Einwohner leben hauptsächlich von der Landwirtschaft.
Die Nachbargemeinden sind Contessa Entellina (PA), Gibellina, Montevago, Partanna, Poggioreale, Santa Margherita di Belice (AG) und Santa Ninfa.

## Geschichte
Die fruchtbare Region des Belice wurde in der Geschichte unter anderen von Römern, Griechen, Normannen und Sarazenen besiedelt. Letztere waren die ersten, die gleich unterhalb des Schlosses, das bereits auf einem Hügel errichtet war, Häuser bauten. Der Name Salaparuta ist eine Wortschöpfung aus dem arabischen „Salah“, das im 12. Jahrhundert mehrere Bauernhäuser in den Anhöhen bezeichnete, und dem Familiennamen „Paruta“. Girolamo Paruta, der 1507 als „15. Herr von Sala“ das Quartier „Lignuduci“ errichten ließ, bezeichnete das nunmehr – zusammen mit dem bestehenden Salah – mehrere Häuser umfassende Dorf zuerst „Sala dei Paruta“, später „Salaparuta“. Gleichzeitig ließ er sich als 1. Baron von Sala ernennen.
Das Dorf wurde im Jahr 1968 von einem Erdbeben zerstört. Salaparuta wurde nicht etwa am gleichen Ort, sondern ca. vier Kilometer südöstlich vom alten Dorfkern wieder aufgebaut. Die Ruinen des alten Dorfes wurden – wie in den anderen erdbebenbetroffenen Dörfern in der Umgebung – nie weggeräumt.

## Sehenswürdigkeiten
- Pfarrkirche mit einer alten Statue der Heiligen Katharina aus der alten Pfarrkirche.
- Von Salaparuta aus ist sehr gut das etwa sieben Kilometer entfernte Cretto di Burri zu sehen, auch „Grande Cretto di Gibellina“ genannt. Alberto Burri (1919–1995) hatte dieses Land-art-Monument von 1985–89 realisiert, erst 2015 wurde es durch andere Künstler vervollständigt. In diesem Kunstprojekt wurden Häuserruinen des vom 1968er Erdbeben komplett zerstörten Dorfes Gibellina vollständig mit Zement bedeckt, so dass Gibellina vecchia, das alte Dorf, entlang der alten Straßenzüge wieder passierbar ist, während entlang der Straßen und Wege die weißen Prismen-Hausparzellen bis zu sechs Meter in die Höhe emporragen.[3]